# Röntgenundersökning

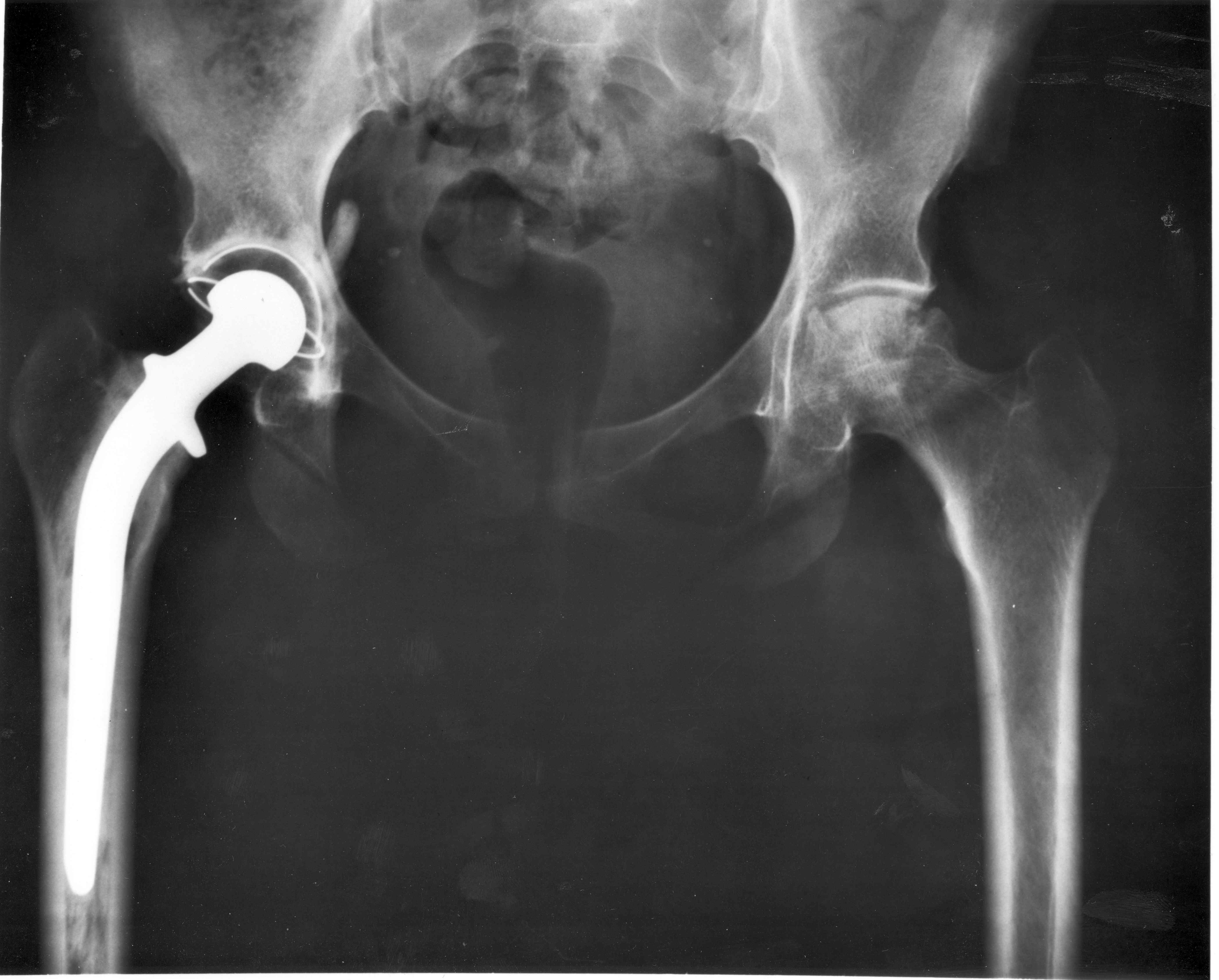
Röntgenbild av en höft. Patientens högra höftled (vänster på bilden) har ersatts av en protes.

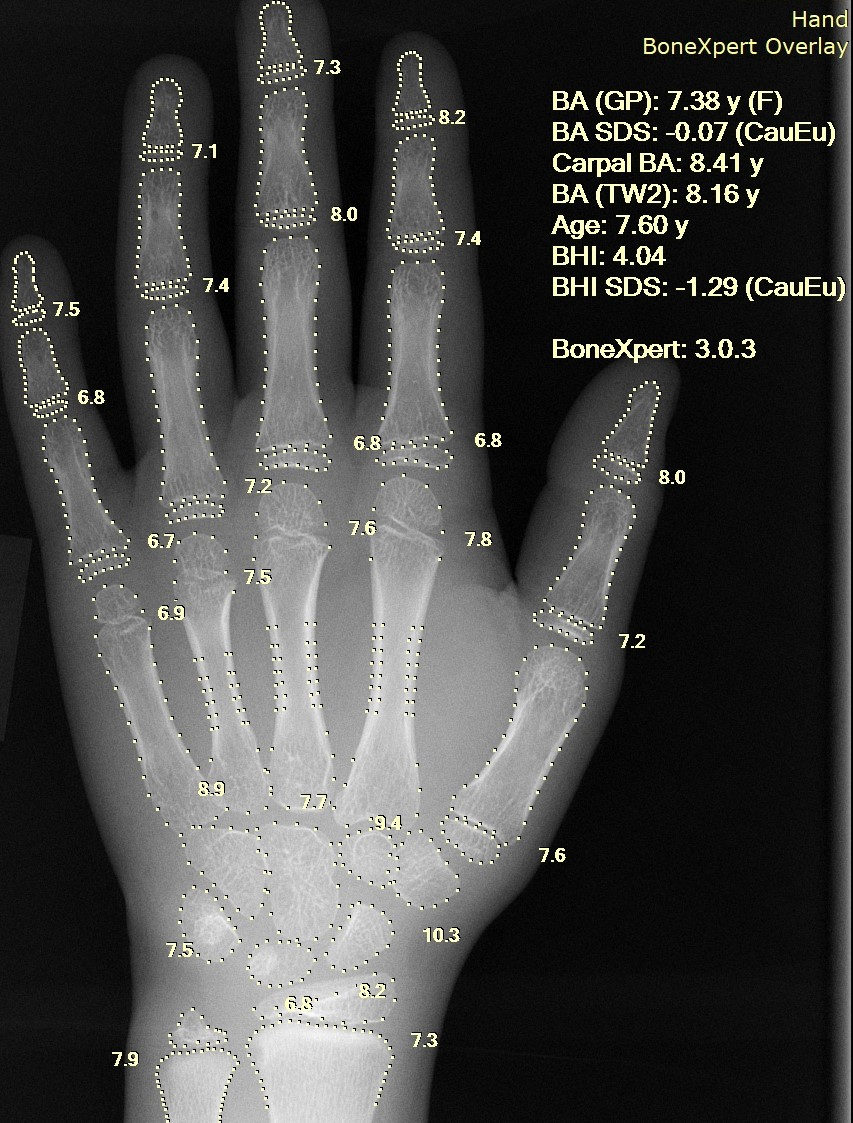
Röntgenundersökning av hand, med automatisk beräkning av skelettålder genom mjukvara.

En röntgenundersökning, röntgendiagnostik eller röntgenologi är en undersökning av kroppens benstomme eller inre organ med hjälp av röntgenstrålning. Kroppen bestrålas med röntgenstrålning varvid olika vävnadstyper i kroppen släpper igenom olika mycket strålning till en bakomliggande fotografisk film eller digital detektor, så kallad attenuering. Efter framkallning framträder eventuella skador eller förändringar på röntgenfotot. 
Undersökningsmetoden kallas vanligen slätröntgen eller konventionell röntgen. Undersökningen har också kallats skärmbildsundersökning. Röntgenfotot kallades tidigare också radiogram.

## Diagnostik
Röntgenstrålarnas olika genomträngningsförmåga i mjuka respektive hårda vävnader ger en kontrastverkan som framträder på röntgenbilden, som är tillräcklig för att bedöma en bild av exempelvis lungorna eller ett benbrott. I andra fall måste man tillföra ett kontrastmedel, exempelvis en uppslamning av bariumsulfat vid undersökning av magtarmkanalen eller jodkontrast när man skall undersöka gallvägar, urinvägar, livmoderhåla och äggledare eller blodkärl.

## Digitalisering
Under de senare åren har man mer och mer övergått till digitala bilder, antingen från direktdigitala detektorer eller bildplattor. Den direktdigitala detektorn sitter antingen fast i undersökningsstativet, till exempel ett bord, eller är ansluten med en kabel till den bildinsamlande datorn. Fördelen är att man får en bild presenterad mycket snabbt, inom cirka tre sekunder samt att man inte behöver bära omkring kassetter som skall "framkallas".
Bildplattetekniken bygger på att man ersätter filmen med en strålningskänslig platta i en speciell sorts kassett. Kassetten kan då användas precis som man gjorde tidigare med filmkassetter och man behöver därmed inte bygga om undersökningsrummen. 
För hantering av de digitala bilderna används regelmässigt standarden DICOM.
En modern utveckling är datortomografi.